# Diasporus gularis
Diasporus gularis är en groddjursart som först beskrevs av George Albert Boulenger 1898.  Diasporus gularis ingår i släktet Diasporus och familjen Eleutherodactylidae. IUCN kategoriserar arten globalt som livskraftig. Inga underarter finns listade i Catalogue of Life.